# Marc Pinari Posca
|  | Aquest article tracta sobre el magistrat. Vegeu-ne altres significats a «Posca». |

Marc Pinari Posca (llatí: Marcus Pinarius Posca) va ser un magistrat romà del segle ii aC. Formava part de la gens Pinària, una antiga gens romana d'origen patrici.
Va ser pretor l'any 181 aC i després propretor a Sardenya. D'aquesta illa va passar a Còrsega per posar fi a una revolta local. A la tornada a Sardenya va fer la guerra al poble dels ilienses, que mai no havia estat sotmès completament, i el va vèncer.
Ciceró parla d'un magistrat de nom Marc Pinari Rusca que va fer aprovar una llei de les Annales leges, i que probablement era la mateixa persona que Marc Pinari Posca, car Pinari Rusca no es menciona en cap altre lloc i hom pensa que Ciceró hauria errat en el nom correcte.